# Ilha do Caju
Ilha do Caju localiza-se na baía de Guanabara, na zona norte do município de Niterói, no estado do Rio de Janeiro, Brasil. Foi assim denominada pelo formato de seu primitivo contorno, lembrando a castanha do caju.
É vizinha às ilhas de Mocanguê Pequena, Vianna, Santa Cruz e Manoel João. Este grupo de ilhas é a continuação, mar adentro, do relevo marcado pelos morros mamelonares típicos do entorno da baía. A ilha foi utilizada, na década de 1970, para a fabricação final da estrutura de aço da Ponte Rio-Niterói.